# Alessandro Bascheni
Alessandro Bascheni (Verona, 16 aprile 1890 – Lavagno, 13 giugno 1940) è stato un calciatore italiano, di ruolo centrocampista.

## Carriera

### Giocatore
Militò nell'Hellas Verona per quattro stagioni consecutive, disputando complessivamente 25 partite in massima serie, con  5 gol segnati.

### Allenatore
Nella stagione 1920-1921 ha allenato l'Hellas Verona, sempre in massima serie. In seguito ha allenato la squadra scaligera in un'altra occasione, nella stagione 1928-1929, segnata dalla retrocessione.